# Universidad de Dinamarca del Sur
La Universidad de Dinamarca del Sur (en danés: Syddansk Universitet, abr. SDU) es una universidad en Dinamarca que posee campus localizados en Dinamarca del Sur y en Selandia. La universidad oferta varios programas conjuntos en cooperación con la Universidad de Flensburgo y la Universidad de Kiel. Los contactos con industrias regionales y la comunidad científica internacional son estrechos. Con  29.674 alumnos matriculados en 2016, la universidad es la tercera mayor del país y, dadas sus raíces en la Universidad de Odense, la cuarta más antigua, tras la Universidad Técnica de Dinamarca). Desde 2012, ha sido incluida varias veces entre las 50 mejores universidades jóvenes del mundo, según la clasificación THE o la clasificación QS.

## Historia
La Universidad de Dinamarca del Sur fue fundada en 1998 a partir de la Universidad de Odense. En un principio, la Escuela de Negocios e Ingeniería de Dinamarca del Sur y el Centro universitario de Jutlandia se fundieron en uno. La Biblioteca de la Universidad de Dinamarca del Sur también fue creada en 1998, con la unión de los dos centros anteriores. Como heredera de la Universidad de Odense, creada en 1966, la Universidad de Dinamarca del Sur conmemoró su 50.º aniversario el 15 de septiembre de 2016.
En 2006, la Escuela de Ingeniería de la Universidad de Odense fue incorporada a la nueva universidad y renombrada como Facultad de Ingeniería. Tras pasar por diferentes edificios de Odense, se construyó un nuevo edificio para la Facultad, cercano al campus principal de Odense, que fue inaugurado en 2015. En 2007, el Business School Center en Slagelse (Handelshøjskolecentret Slagelse) y el Instituto Nacional de Salud Pública (Statens Institut sea Folkesundhed) también fueron traspasados a la Universidad de Dinamarca del Sur. La princesa Marie de Dinamarca asumió el papel de madrina de la Universidad en 2009.

## Administración
La universidad está gobernada por un Consejo compuesto por 9 miembros: 5 miembros externos a la universidad forman la mayoría del consejo, elegidos por la administración, 1 miembro es elegido por el equipo científico, 1 miembro es elegido por el equipo administrativo y 2 miembros son nombrados por los alumnos. El rector es nombrado por el Consejo de la universidad y, por su parte, nombra vicerrectores y decanos, que a su vez nombran jefes de departamento. No existe un claustro de la universidad ni de sus centros, por lo que la comunidad educativa no está envuelta en el nombramiento de rectores, vicerrectores o jefes de departamento.

## Facultades, investigación y enseñanza
Como institución nacional, la Universidad del Sur de Dinamarca (SDU) comprende cinco facultades – Humanidades, Ciencias, Ingeniería, Ciencias Sociales y Ciencias de la Salud, totalizando 32 departamentos, 11 centros de investigación y una biblioteca universitaria. La Biblioteca de la Universidad de Dinamarca del Sur también forma parte de la universidad.
Las actividades de investigación y la educación de los alumnos componen las actividades principales de la universidad. La Universidad del Sur de Dinamarca también tiene amplia cooperación con empresas e industrias de la región y actividades considerables en la educación continuada. La universidad oferta una serie de diplomas ministrados en inglés; ejemplos incluyen estudios europeos y estudios americanos.
El cuerpo docente de los seis campi comprende aproximadamente 1.200 investigadores en Odense, Kolding, Esbjerg, Sønderborg, Slagelse y Copenhague; aproximadamente 18.000 estudiantes están matriculados. La Universidad del Sur de Dinamarca oferta programas en cinco facultades diferentes – ciencias humanas, ciencias, ingeniería, ciencias sociales y ciencias de la salud. Incorpora aproximadamente 35 institutos, 30 centros de investigación y una biblioteca universitaria bien equipada.
La universidad oferta una amplia variedad de disciplinas tradicionales, además de una amplia selección de estudios de negocios e ingeniería. Los últimos años, el número de opciones disponibles fue considerablemente ampliado. Los ejemplos incluyen la introducción de un programa de periodismo de mucho éxito en Odense, la ciencia de la información en Kolding y un programa de ingeniería mecatrônica en Sønderborg. Los ambientes educacionales en los campi de la Jutlândia también fueron fortalecidos con la creación de nuevos programas, como un diploma de bacharel en Sociología y Análisis Cultural, un diploma de bacharel en Administración de Empresas con Gestión Deportiva, un diploma de bacharel en Ciencias de la Salud Pública en Esbjerg, danés e inglés. Estudios de idiomas en Kolding y una variedad de programas de ingeniería y estudios europeos en Sønderborg. Además de eso, la Universidad de Dinamarca del Sur es la única universidad en la Escandinavia que oferta un programa de graduación en estudios de Fisioterapia (Biomecánica Clínica).
La universidad se concentra en áreas como comunicación, tecnología de la información y biotecnología. Otras áreas de investigación son realizadas a través de varios centros nacionales de investigación en la universidad. Ejemplos incluyen Hans Christian Andersen Center, el Center for Sound Communication y el Danish Biotechnology Instrument Center. Odense, en particular, se concentra en investigaciones en el campo de la geriatría.
La cooperación con la comunidad empresarial resultó en tres donaciones sustanciales de algunos de los gigantes de la industria danesa: en Odense se encuentra el Instituto Maersk Mc-Kinney Moller de Tecnología de Producción, donde la tecnología robótica es una de las muchas áreas de investigación. El Instituto Mads Clausen de Sønderborg se ha involucrado en el proyecto y en el desarrollo de un software para integración en los productos inteligentes del futuro. Gracias a la financiación de Kompan y Lego, también se creó un ambiente propicio para investigar el comportamiento y desarrollo del niño.
La universidad también alberga el Instituto Danés de Estudios Avanzados (IDEA), que reúne a destacados investigadores en un centro interdisciplinar de investigación fundamental e investigación intelectual. El IDEA tiene como propósito incentivar y apoyar investigaciones en las ciencias y humanidades y, así, dar rienda suelta a nuevas ideas revolucionarias.

## Campus

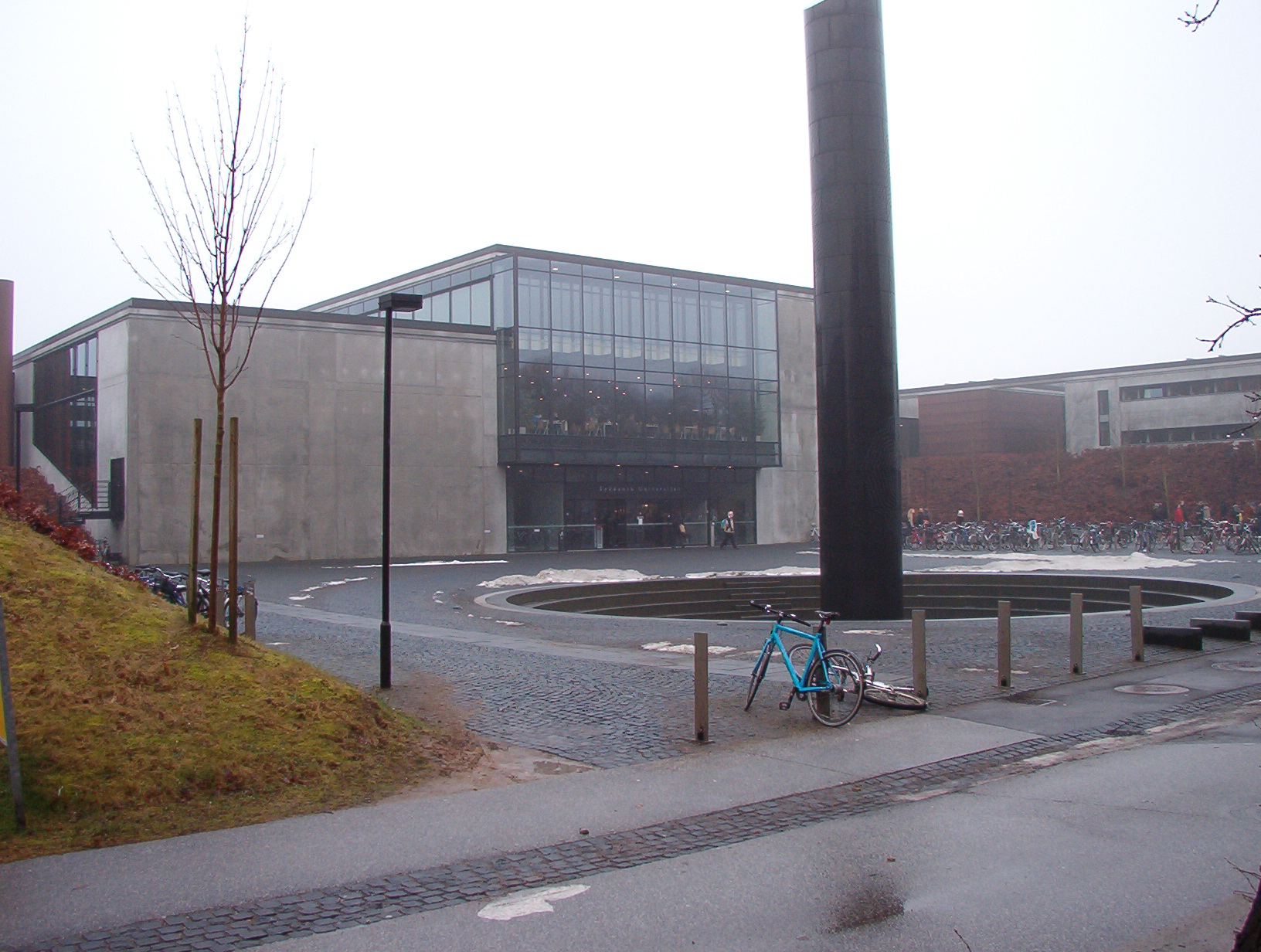
El campus de la universidad Odense, también conocido como The Rusty Castle

La Universidad de Dinamarca del Sur posee seis campus, localizados principalmente en la parte sur de Dinamarca: campus Odense, en la isla de Funen, campus Slagelse y campus Copenhague, en la isla de la Selandia, además del campus Kolding, campus Esbjerg y campus Alsion en Sønderborg, todos en la península de la Jutlandia.
Los edificios de la SDU cubren una área de 272.554 m² (2007), un número que aumentó de 181.450 m² en 1999 cuando la fusión de la universidad fue implementada.
El campus de la universidad en Odense es considerado el campus principal de la Universidad del Sur de Dinamarca, debido a su tamaño relativo y porque la administración céntrica de la universidad está situada allá. Siendo un epítome de la arquitectura funcionalista danesa, el campus fue apelidado de Rustenborg (que se traduce aproximadamente como The Rusty Castle) por estudiantes y operarios, porque es construido a partir de lajes de cemento ceniza revestidas con acero corten, en un uso arquitetônico precoce desale material. Su arquitectura también dio origen a otros apelidos y gírias entre estudiantes y operarios. Por ejemplo, el bloque administrativo recibe el nombre de Førerbunkeren ("Führerbunker"), refiriéndose a las semejanzas arquitetônicas entre el edificio de la universidad y un edificio militar estereotipado. La revista de los estudiantes es llamada simplemente Rust.